# Mountain High... Valley Low
| Recensione | Giudizio |
| ---------- | -------- |
| AllMusic   |          |

Mountain High... Valley Low è il sesto album in studio della cantante statunitense Yolanda Adams, pubblicato il 21 settembre 1999 dalla Elektra Records.

## Tracce
1. Time to Change – 4:00 (Erica Atkins, Tina Atkins, Warryn Campbell)
2. Yeah – 3:17 (Erica Atkins, Tina Atkins, Warryn Campbell)
3. Fragile Heart – 4:38 (Yolanda Adams, Louis Brown, Scott Parker)
4. That Name – 4:46 (Richard Smallwood)
5. In The Midst Of It All – 6:57 (Kevin Bond)
6. The Things We Do – 5:33 (Keith Thomas, Robin Scoffield)
7. Open My Heart – 5:40 (Yolanda Adams, Terry Lewis, James Harris III, James Wright)
8. Wherever You Are – 4:20 (Yolanda Adams, Terry Lewis, James Harris III, James Wright)
9. He'll Arrive (Coming Back) – 4:16 (Magdalene Millsap, Walter "Little Walt" Millsap III, Candice Nelson)
10. Continual Praise – 4:28 (Yolanda Adams, Tommie Walker, Fred Hammond)
11. Already Alright – 7:05 (Yolanda Adams, Terry Lewis, James Harris III, James Wright)

## Classifiche

### Classifiche settimanali
| Classifica (2000) | Posizione massima |
| ----------------- | ----------------- |
| Stati Uniti       | 24                |

### Classifiche di fine anno
| Classifica (2000) | Posizione |
| ----------------- | --------- |
| Stati Uniti       | 120       |